# La Luciérnaga
La Luciérnaga är en ort i Mexiko.   Den ligger i kommunen San Miguel de Allende och delstaten Guanajuato, i den centrala delen av landet, 230 km nordväst om huvudstaden Mexico City. La Luciérnaga ligger 2 069 meter över havet och antalet invånare är 224.
Terrängen runt La Luciérnaga är varierad. Runt La Luciérnaga är det ganska tätbefolkat, med 96 invånare per kvadratkilometer. Närmaste större samhälle är San Miguel de Allende, 2,6 km nordväst om La Luciérnaga. Trakten runt La Luciérnaga består i huvudsak av gräsmarker.